# 横川市平
横川 市平（よこかわ いちへい、1893年〈明治26年〉4月24日 - 1979年〈昭和54年〉1月7日）は、日本海軍の軍人。海兵43期。空母「瑞鶴」艤装員長・初代艦長として真珠湾攻撃・珊瑚海海戦に参加。最終階級は海軍少将。正五位勲三等功四級。

## 経歴
岡山県出身。1912年（大正元年）9月9日，海軍兵学校43期に入校。1915年（大正4年）12月16日、海兵43期を95人中20番の成績で卒業。
戦艦「日向」分隊長、潜水母艦「長鯨」・軽巡洋艦「由良」・重巡洋艦「古鷹」・戦艦「扶桑」の各砲術長などを歴任。
さらに、特設水上機母艦「神川丸」の艦長、第16航空隊司令、空母「飛龍」の艦長、「瑞鶴」艤装員長・初代艦長として真珠湾攻撃・ラバウル攻略・インド洋作戦・珊瑚海海戦に参加。1942年6月5日、横川大佐は筑波海軍航空隊司令官へ転任。1943年（昭和18年）5月1日、海軍少将に昇進。
以後、航本出仕（総務部）、軍務局御用掛、商工省航空局第三部長、第26特別根拠地隊司令官、第26建設部長などを歴任し、1944年5月25日、軍令部出仕。1945年（昭和20年）9月6日、予備役に編入された。
1947年（昭和22年）11月28日、公職追放仮指定を受けた。

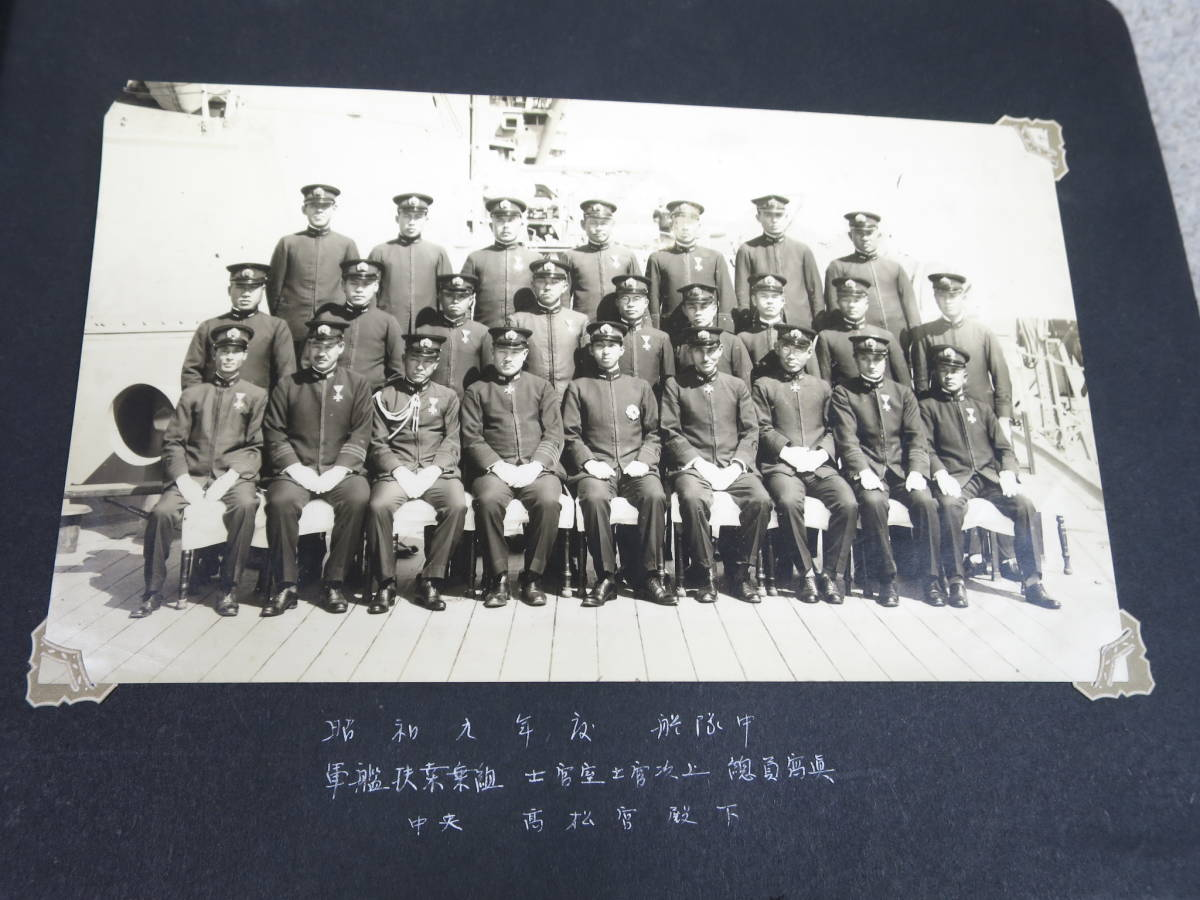
左から右へ二番目は扶桑砲術長横川市平中佐

## 年表
- 1915年（大正4年）12月16日 - 海軍兵学校卒業（43期）。海軍少尉候補生。装甲巡洋艦 「磐手」乗組。
- 1916年（大正5年）
  - 8月22日 - 戦艦「扶桑」乗組
  - 12月1日 - 任 海軍少尉
- 1917年（大正6年）12月1日 - 戦艦「富士」乗組
- 1918年（大正7年）
  - 10月1日 - 装甲巡洋艦「常磐」乗組
  - 12月1日 - 任 海軍中尉
- 1919年（大正8年）
  - 8月5日 - 駆逐艦「疾風」乗組
  - 12月1日 - 海軍砲術学校普通科学生入学
- 1920年（大正9年）
  - 5月31日 - 海軍水雷学校普通科学生入学
  - 12月1日 - 戦艦「長門」分隊長心得
- 1921年（大正10年）12月1日 - 任 海軍大尉 海軍砲術学校高等科学生入学
- 1922年（大正11年）12月1日 - 戦艦「日向」分隊長
- 1924年（大正13年）12月1日 - 第6号駆逐艦「早苗」乗組
- 1925年（大正14年）12月1日 - 潜水母艦「長鯨」砲術長
- 1926年（大正15年）12月1日 - 海軍砲術学校教官 兼 分隊長
- 1927年（昭和2年）12月1日 - 任 海軍少佐
- 1928年（昭和3年）12月15日 - 海軍砲術学校教官 兼 分隊長 兼 海軍水雷学校教官
- 1929年（昭和4年）11月30日 - 軽巡洋艦「由良」砲術長
- 1930年（昭和5年）12月1日 - 重巡洋艦「古鷹」砲術長 兼 分隊長
- 1931年（昭和6年）
  - 11月14日 - 海軍砲術学校教官
  - 12月10日 - 海軍砲術学校教官 兼 海軍水雷学校教官 兼 海軍通信学校教官
- 1933年（昭和8年）
  - 5月20日 - 戦艦「扶桑」砲術長
  - 11月15日 - 任 海軍中佐
- 1935年（昭和10年）11月15日 - 海軍砲術学校教官 兼 海軍水雷学校教官 兼 海軍通信学校教官 兼 海軍技術会議議員
- 1937年（昭和12年）
  - 10月25日 - 上海海軍特別陸戦隊附 兼 第3艦隊司令部附
  - 12月1日 - 任 海軍大佐 聯合艦隊司令部附 兼 第1艦隊司令部附
- 1938年（昭和13年）
  - 6月1日 - 聯合艦隊司令部附
  - 6月15日 - 聯合艦隊司令部附 兼 第1艦隊司令部附 兼 第2艦隊司令部附
  - 8月25日 - 横須賀鎮守府附
  - 9月1日 - 特設水上機母艦「神川丸」艦長
  - 12月15日 - 海軍第16航空隊司令 兼 特設水上機母艦「神川丸」艦長
- 1939年（昭和14年）11月15日 - 航空母艦「飛龍」艦長
- 1940年（昭和15年）11月15日 - 航空母艦「瑞鶴」艤装員長
- 1941年（昭和16年）9月25日 - 航空母艦「瑞鶴」艦長
- 1942年（昭和17年）
  - 6月5日 - 筑波海軍航空隊司令
  - 12月10日 - 海軍航空本部出仕（総務部勤務）
  - 12月19日 - 海軍省軍務局御用掛 兼 商工省航空局第三部長
- 1943年（昭和18年）
  - 5月1日 - 任 海軍少将
  - 11月1日 - 第26特別根拠地隊司令官
- 1944年（昭和19年）
  - 2月1日 - 第26特別根拠地隊司令官 兼 第26建設部長
  - 5月25日 - 軍令部出仕
- 1945年（昭和20年）9月6日 - 予備役

## 栄典
- 1940年（昭和15年）4月29日 -  勲三等旭日中綬章 /  功四級金鵄章 [4]